# Tour du Bénin
Le Tour cycliste international du Bénin est une course cycliste par étapes organisée au Bénin depuis 1992. 

## Histoire

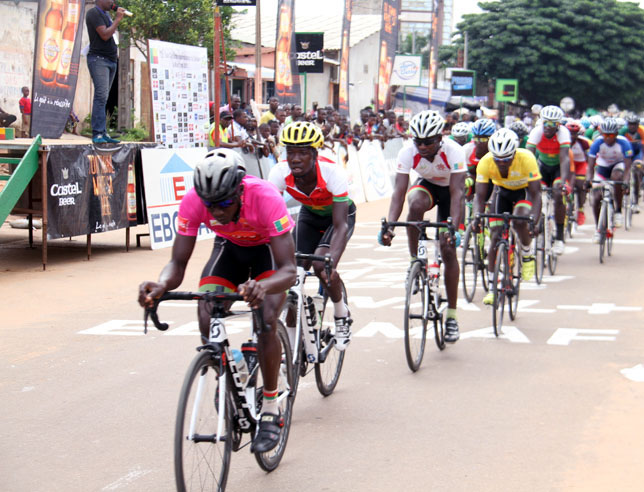
Tour du Bénin.

Créé en 1992, il n'est plus disputé de 2005 et 2013. L'ancien coureur professionnel Francis Ducreux relance l'épreuve en 2014 grâce à différents sponsors et avec le soutien de la Fédération béninoise de cyclisme.
En 2016, la 13e édition a lieu au mois de mai avec 86 participants de neuf pays différents (Belgique, Côte d'Ivoire, Ghana, France, République démocratique du Congo, Togo, Nigeria, Burkina Faso et Bénin). Cette édition est remportée pour la deuxième fois de suite par le Burkinabé Mathias Sorgho.
L'édition 2019 est annulée

## Palmarès
| Année                        | Vainqueur                   | Deuxième          | Troisième         |
| ---------------------------- | --------------------------- | ----------------- | ----------------- |
| 1992                         | Inoussa Saka                |                   |                   |
| 1994                         | Inoussa Saka                |                   |                   |
| 1996                         | Inoussa Saka                |                   |                   |
| 1998                         | Inoussa Saka                |                   |                   |
| 2003                         | Eric Ahouandjinou           |                   |                   |
| 2004                         | Inoussa Saka                | Ibrahim Abdoulaye | Eric Ahouandjinou |
| 2005-2013                    | pas de course               | pas de course     | pas de course     |
| 2014                         | Jérémy Letué                | Stéphane Cognet   | Sébastien Leday   |
| 2015                         | Mathias Sorgho              | Jérémy Letué      | Malick Thiam      |
| 2016                         | Mathias Sorgho              | Abou Sanogo       | Noufou Minoungou  |
| 2017                         | Abdoul Aziz Nikiéma         | Mathias Sorgho    | Harouna Ilboudo   |
| 2018                         | Salif Yerbanga              | Seydou Bamogo     | Salfo Bikienga    |
| 2019-2020                    | non disputé                 | non disputé       | non disputé       |
| 2021                         | Paul Daumont                | Souleymane Koné   | Harouna Ilboudo   |
| Passage en catégorie UCI 2.2 |                             |                   |                   |
| 2022                         | Marcel Peschges             | Jarri Stravers    | Adil El Arbaoui   |
| 2023                         | Achraf Ed Doghmy            | Yacine Hamza      | Clovis Kamzong    |
| 2024                         | Achraf Ed Doghmy            | Azzedine Lagab    | Yoel Habteab      |
| 2025                         | Reinardt Janse van Rensburg | Ibrahim Essabahy  | Tom Wijfje        |